# 練馬區
练马区（日语：／ Nerima ku */?）位于日本東京23区的西北部。是東京23區中最新制定的一個区，人口數量為761,171人（2025年5月），位於東京都23區第二位，僅次於世田谷區。練馬区以拥有众多的漫画家而闻名，有「日本動漫發祥地」之稱。著名的日本漫畫《多啦A夢》及《忍者哈特利》的故事場景就在本區（光丘）。
著名的游乐地丰岛园亦在本区。

## 地理

### 地勢

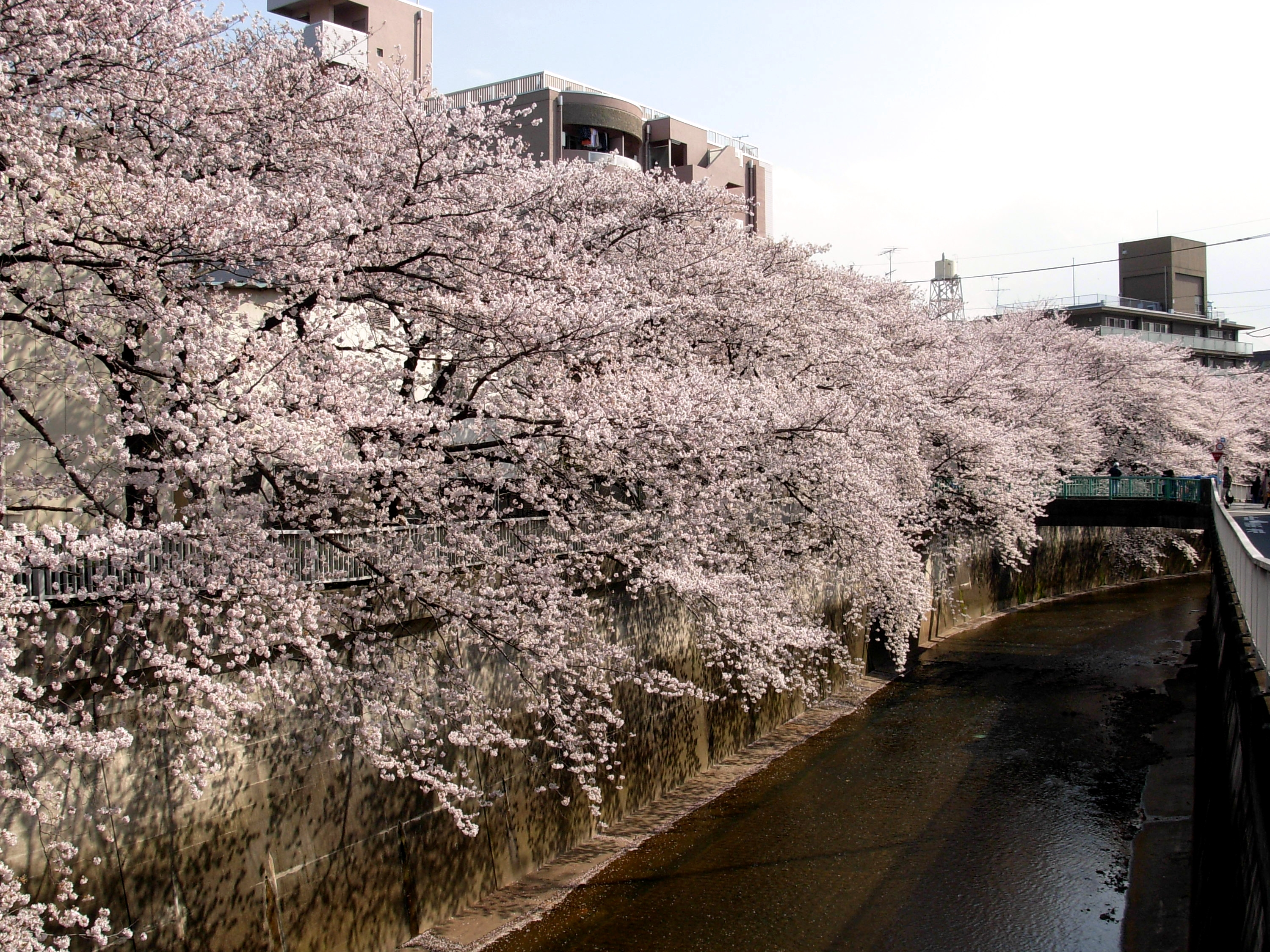
石神井川與櫻花（練馬區羽澤三丁目、冰川台三丁目）

位於東京23區西北部。東西約10公里，南北約4～7公里，面積48.16平方公里，在23區中排名第五，占區部總面積約7.7%。
區內全域屬武藏野台地。主要河川有石神井川與白子川。
23區最高點是練馬區關町南四丁目（武藏關公園南方）的海拔58公尺。
西北方埼玉縣新座市內有處飛地（西大泉町1179番地），原先計畫編入埼玉縣，但遭居民反對。

### 飞地
- 西大泉町

### 氣候
年間平均氣溫約15℃左右。
夏季常測得都內最高溫，因此是新聞取材地之一。其原因是練馬區較位居內陸，都心地區熱島效應造成的高溫空氣被南風吹向練馬區、埼玉縣、群馬縣等地所造成。
年雨量約1,000mm至約2,000mm之間。
近年因夏季常發生超大豪雨造成積水，已開始進行雨水貯留設施工程。
| 練馬區（1981年 - 2010年）                      | 練馬區（1981年 - 2010年） | 練馬區（1981年 - 2010年） | 練馬區（1981年 - 2010年） | 練馬區（1981年 - 2010年） | 練馬區（1981年 - 2010年） | 練馬區（1981年 - 2010年） | 練馬區（1981年 - 2010年） | 練馬區（1981年 - 2010年） | 練馬區（1981年 - 2010年） | 練馬區（1981年 - 2010年） | 練馬區（1981年 - 2010年） | 練馬區（1981年 - 2010年） | 練馬區（1981年 - 2010年） |
| 月份                                           | 1月                       | 2月                       | 3月                       | 4月                       | 5月                       | 6月                       | 7月                       | 8月                       | 9月                       | 10月                      | 11月                      | 12月                      | 全年                      |
| ---------------------------------------------- | ------------------------- | ------------------------- | ------------------------- | ------------------------- | ------------------------- | ------------------------- | ------------------------- | ------------------------- | ------------------------- | ------------------------- | ------------------------- | ------------------------- | ------------------------- |
| 历史最高温 °C（°F）                            | 18.2 (64.8)               | 24.4 (75.9)               | 26.0 (78.8)               | 31.4 (88.5)               | 33.3 (91.9)               | 37.3 (99.1)               | 39.5 (103.1)              | 38.7 (101.7)              | 38.8 (101.8)              | 32.7 (90.9)               | 25.8 (78.4)               | 24.6 (76.3)               | 39.5 (103.1)              |
| 平均高温 °C（°F）                              | 9.8 (49.6)                | 10.5 (50.9)               | 13.8 (56.8)               | 19.6 (67.3)               | 23.8 (74.8)               | 26.5 (79.7)               | 30.4 (86.7)               | 32.1 (89.8)               | 27.6 (81.7)               | 21.9 (71.4)               | 16.7 (62.1)               | 12.2 (54.0)               | 20.4 (68.7)               |
| 日均气温 °C（°F）                              | 4.6 (40.3)                | 5.4 (41.7)                | 8.6 (47.5)                | 14.1 (57.4)               | 18.6 (65.5)               | 21.9 (71.4)               | 25.7 (78.3)               | 27.2 (81.0)               | 23.2 (73.8)               | 17.4 (63.3)               | 11.8 (53.2)               | 7.0 (44.6)                | 15.5 (59.9)               |
| 平均低温 °C（°F）                              | 0.4 (32.7)                | 1.0 (33.8)                | 4.0 (39.2)                | 9.2 (48.6)                | 14.1 (57.4)               | 18.1 (64.6)               | 22.1 (71.8)               | 23.7 (74.7)               | 19.9 (67.8)               | 13.8 (56.8)               | 7.8 (46.0)                | 2.9 (37.2)                | 11.4 (52.5)               |
| 历史最低温 °C（°F）                            | −5.1 (22.8)               | −6.1 (21.0)               | −3.7 (25.3)               | −0.7 (30.7)               | 6.5 (43.7)                | 10.7 (51.3)               | 14.6 (58.3)               | 17.2 (63.0)               | 10.7 (51.3)               | 4.5 (40.1)                | −0.3 (31.5)               | −3.3 (26.1)               | −6.1 (21.0)               |
| 平均降水量 mm（）                              | 51.0 (2.01)               | 58.3 (2.30)               | 115.9 (4.56)              | 124.0 (4.88)              | 134.0 (5.28)              | 164.1 (6.46)              | 168.6 (6.64)              | 181.4 (7.14)              | 222.1 (8.74)              | 189.7 (7.47)              | 90.3 (3.56)               | 49.9 (1.96)               | 1,549.1 (60.99)           |
| 平均降水天数（≥ 1.0 mm）                       | 4.8                       | 6.0                       | 10.5                      | 10.5                      | 10.9                      | 12.7                      | 11.6                      | 9.7                       | 12.2                      | 10.4                      | 7.5                       | 4.6                       | 111.4                     |
| 月均日照時數                                   | 173.1                     | 156.2                     | 158.1                     | 167.0                     | 160.3                     | 120.9                     | 134.7                     | 157.1                     | 113.1                     | 118.9                     | 137.0                     | 166.7                     | 1,762                     |
| 来源1：氣象廳                                  |                           |                           |                           |                           |                           |                           |                           |                           |                           |                           |                           |                           |                           |
| 来源2：観測史上1〜10位の値（年間を通じての値） |                           |                           |                           |                           |                           |                           |                           |                           |                           |                           |                           |                           |                           |

### 相邻接的行政区
- 东 - 板橋區、豐島區
- 西 - 西东京市
- 南 - 武藏野市、杉并区、中野区
- 北 - 埼玉县和光市、朝霞市、新座市

## 人口
| 練馬區人口分布圖 |                                               |  |
| 練馬區與日本全國年齡別人口分布比較圖 （2005年資料） | 練馬區的年齡、男女別人口分布圖 （2005年資料） |  |
| ■紫色是練馬區 ■綠色是全国 | ■藍色是男性 ■紅色是女性                       |  |
| 練馬區人口變化 \| 1970年 \| 527,931人 \| \| \| 1975年 \| 559,665人 \| \| \| 1980年 \| 564,156人 \| \| \| 1985年 \| 587,887人 \| \| \| 1990年 \| 618,663人 \| \| \| 1995年 \| 635,746人 \| \| \| 2000年 \| 658,132人 \| \| \| 2005年 \| 692,339人 \| \| \| 2010年 \| 716,124人 \| \| \| 2015年 \| 721,722人 \| \| \| 2020年 \| 752,608人 \| \| |                                               |  |
| 資料來源：日本總務省統計中心提供之人口普查數據 |                                               |  |
| 1970年 | 527,931人                                     |  |
| 1975年 | 559,665人                                     |  |
| 1980年 | 564,156人                                     |  |
| 1985年 | 587,887人                                     |  |
| 1990年 | 618,663人                                     |  |
| 1995年 | 635,746人                                     |  |
| 2000年 | 658,132人                                     |  |
| 2005年 | 692,339人                                     |  |
| 2010年 | 716,124人                                     |  |
| 2015年 | 721,722人                                     |  |
| 2020年 | 752,608人                                     |  |

## 歷史
沿革
- 1947年（昭和22年） - 自板橋區獨立，為第23個特別區
- 1949年（昭和24年） - 練馬區役所遷至現址
- 1951年（昭和26年） - 自衛隊練馬駐屯地成立。
- 1953年（昭和28年） - 與板橋區區界調整[3]。
- 1957年（昭和32年） - 部分併入板橋區[4]。
- 1961年（昭和36年） - 白子川（日语：白子川）修築，與大和町區界調整[5]。
- 1973年（昭和48年） - 美軍歸還格蘭特高地（日语：グラントハイツ）（光丘）。
- 1983年（昭和58年） - 非核都市練馬區宣言
- 1998年（平成10年） - 交通安全都市練馬區宣言
- 2001年（平成13年） - 健康都市練馬區宣言
- 2006年（平成18年） - 環境都市練馬區宣言
- 2007年（平成19年） - 人口達70萬人

### 地名由來
- 捏取關東壤土層紅土的地方「ねり場」。
- 石神井川（日语：石神井川）流域低地內的沼澤「根沼」。
- 奈良時代，武藏國宿驛「のりぬま（乘潴）」演變為音近的「ねりま」。
- 中世，豐島氏有位家臣為馬術名人（馴馬稱做「ねる」，即「練り馬」）。

## 地域

### 祭典、活動
- 照姬祭（日语：照姫 (豊島氏)） - 4月下旬於石神井公園舉行。
- 蒙古春祭（ハワリンバヤル） - 日本最大的蒙古相關活動。黃金周期間於光丘公園（日语：光が丘公園）舉行。
- 練馬祭 - 10月
- 酉之市（日语：酉の市） - 11月
- 關襤褸市（日语：関のボロ市） - 12月
- 中村橋阿波踊

### 動畫之街 練馬區

#### 日本動畫起源地
練馬區是日本最早彩色長編劇場動畫『白蛇傳』的製作地，是日本彩色動畫起源地。此外，1963年世界第一齣每週撥放的電視動畫系列『原子小金剛』、1965年日本第一個（長期）全彩電視動畫系列『小獅王』皆是誕生於本區。
東映動畫大泉工作室出身的宮崎駿、高畑勲、大塚康生、細田守等眾多動畫從業者皆在此地發展其事業。

#### 日本第一的動畫企業聚集地

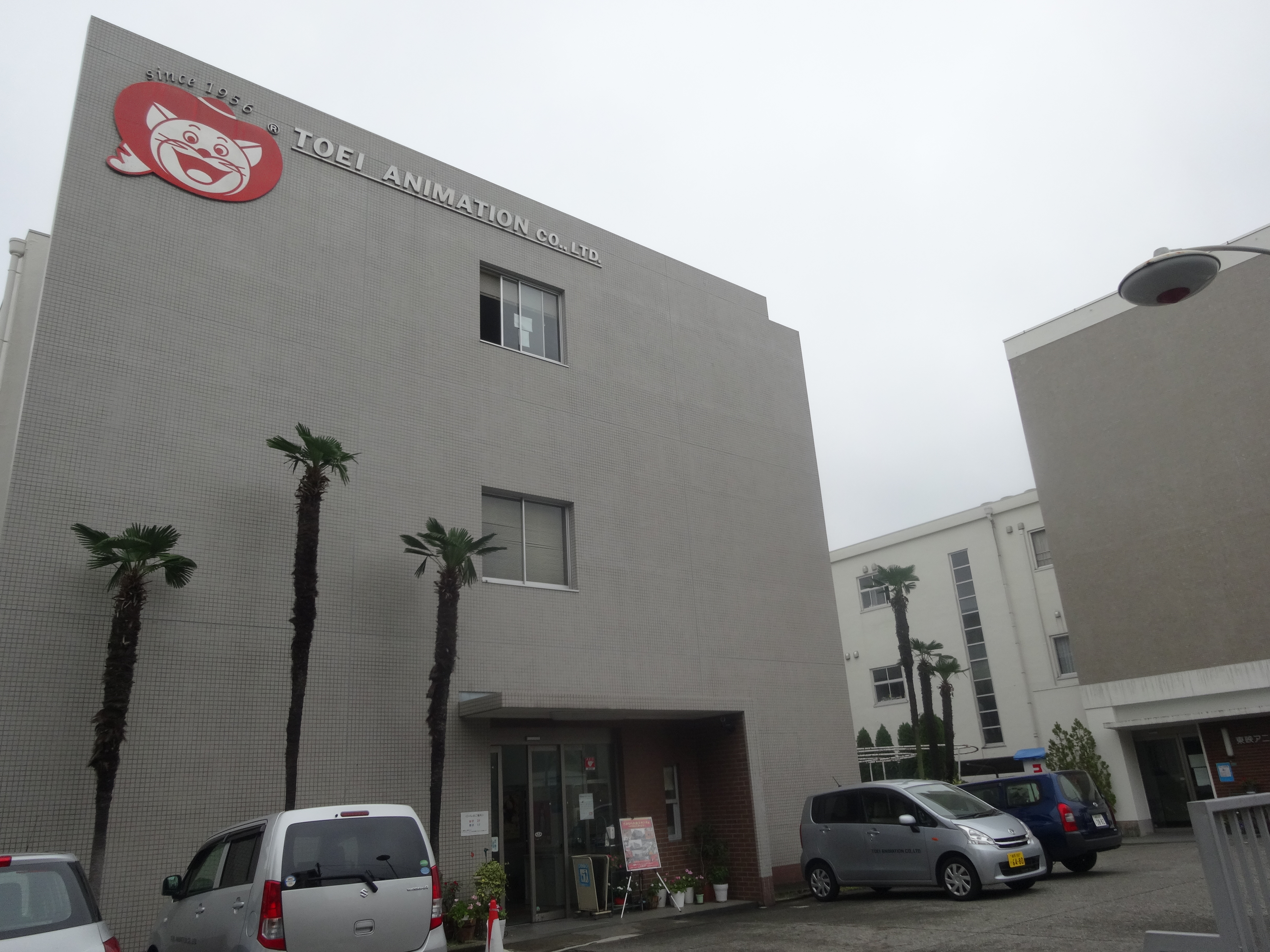
東映動畫大泉工作室

練馬區內包括東映動畫、手塚治虫蟲製作公司等動畫相關企業高達94間（2007年），是日本第一的動畫企業聚集地。
從超級戰隊系列開始，此地是東映特攝片的主要拍攝地。
2002年起，『練馬動畫節』（練馬アニメフェスティバル）於大泉學園舉行，與商店街、NPO等一同合作振興動畫。
2004年，蟲製作、東映動畫等50間公司組成練馬動畫協議會，計畫振興練馬居的動畫產業。
2006年，練馬動畫協議會與法國動畫企業進行交流，2007年6月11日起，法國安錫每年舉行安錫國際動畫影展。

### 漫畫家之街
練馬區因前往出版社眾多的千代田區一橋與神田神保町、文京區音羽等地較為便利，鄰近美術用品店、遠離繁華街等因素，吸引手塚治虫等眾多漫畫家在此活動。此外，居住在離常盤莊最近的車站椎名町的西武池袋線沿線也是後進漫畫家的憧憬之一。新人漫畫家前往東京時，除了上述原因，加上本區房租較為便宜，成為漫畫家的首選。包括松本零士、赤塚不二夫、高森朝雄、藤子不二雄、萩尾望都、竹宮惠子、弘兼憲史、柴門文、高橋留美子、小林善紀等人都曾在此居住。

#### 大泉沙龍
練馬區大泉有被稱為女性漫畫家版的常盤莊大泉沙龍，包括萩尾望都與竹宮惠子等眾多知名女性漫畫家在此活動。

### 練馬區巨大住宅、商業複合地區
- 光丘地區

### 郵遞區號
- 練馬區前三碼為176、177、178、179。
  - 176-XXXX　練馬郵便局（日语：練馬郵便局）
  - 177-XXXX　石神井郵便局（日语：石神井郵便局）
  - 178-XXXX　大泉郵便局（日语：大泉郵便局 (東京都)）
  - 179-XXXX　光丘郵便局（日语：光が丘郵便局）

### 電話區碼
- 練馬區大部分屬「03」，陸上自衛隊朝霞駐屯地內的一般電話及埼玉縣新座市內的飛地為「048」。

### 車牌號碼
練馬區屬練馬號碼（東京運輸支局）。
練馬號碼區域
- 新宿區、文京區、中野區、杉並區、豐島區、北區、板橋區、練馬區

### 有線電視
- J:COM東京（日语：ジェイコム東京）

### 媒體
- 練馬放送（網路電台，现已公司化并正在向社区调频广播电台发展）
- 練馬TV（YouTube & Ustream播送）

## 名勝古蹟
- 練月山愛染院（日语：愛染院 (練馬区)）
- 牧野紀念庭園（日语：牧野記念庭園） - 世界著名植物學家牧野富太郎博士住居。
- 氷川神社 (練馬區冰川台)（日语：氷川神社 (練馬区氷川台)）
- 德雷克營（日语：キャンプ・ドレイク）跡。

## 文化設施

### 美術館、博物館
- 東映動畫畫廊
- 練馬區立美術館

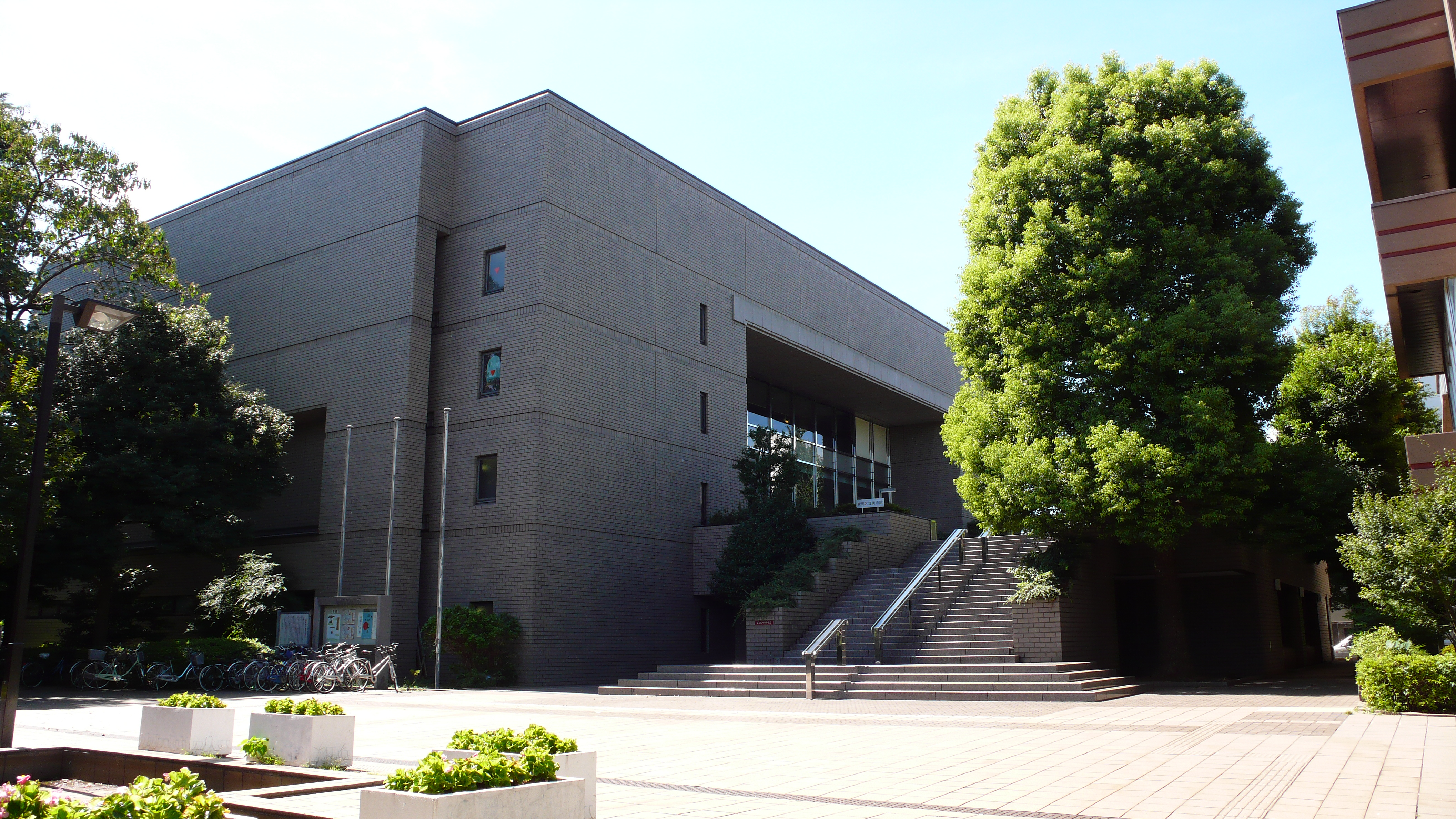
練馬區立美術館

- 練馬區立石神井公園故鄉文化館（日语：練馬区立石神井公園ふるさと文化館）
- 千尋美術館·東京（日语：ちひろ美術館・東京）（世界第一座繪本美術館）
- 練馬區立溫室植物園（光丘四季之香公園內）。
- 武藏野音樂大學樂器博物館
- 日本大學藝術學部藝術資料館

### 圖書館
- 練馬區立練馬圖書館（日语：練馬区立練馬図書館）
- 練馬區立石神井圖書館
- 練馬區立大泉圖書館

### 公園
都立公園
- 光丘公園（日语：光が丘公園） - 棒球場、足球場、弓道場、圖書館、噴水廣場等。
- 石神井公園（日语：石神井公園） - 石神井池、三寶寺池等。
- 城北中央公園 - 自行車場。
- 大泉中央公園（日语：大泉中央公園）

区立公園
- 立野公園 - 中國風庭園。
- 武藏關公園（日语：武蔵関公園） - 船塘。
- 春之風公園（日语：春の風公園） - 斑嘴鴨、300公尺的櫻花道、杜鵑山等。
- 夏之雲公園（日语：夏の雲公園） - 夜間照明網球場。
- 秋之陽公園（日语：秋の陽公園） - 區內唯一有稻田的公園。
- 四季之香公園（日语：四季の香公園） - 溫室植物園、玫瑰園，藥草園，玉蘭花園等。
- 田柄梅林公園 - 白梅（白加賀）與紅梅等60多棵梅花樹，另有金縷梅、山茱萸、福壽草、皺皮木瓜等。
- 大泉交通公園
- 平成杜鵑（つつじ）公園
- 土支田農業公園 - 4月至翌年1月開設農業教室。
- 石神井松之風文化公園（日语：石神井松の風文化公園） - 鄰接石神井公園。
- 牧野紀念庭園（日语：牧野記念庭園）
- 向山庭園（日语：向山庭園） - 有瓜型池與茶室的日本庭園。
- 向山公園 - 兒童公園。

## 產業

### 休閒設施
- 豐島園
- 豐島園 庭之湯（日语：豊島園 庭の湯）

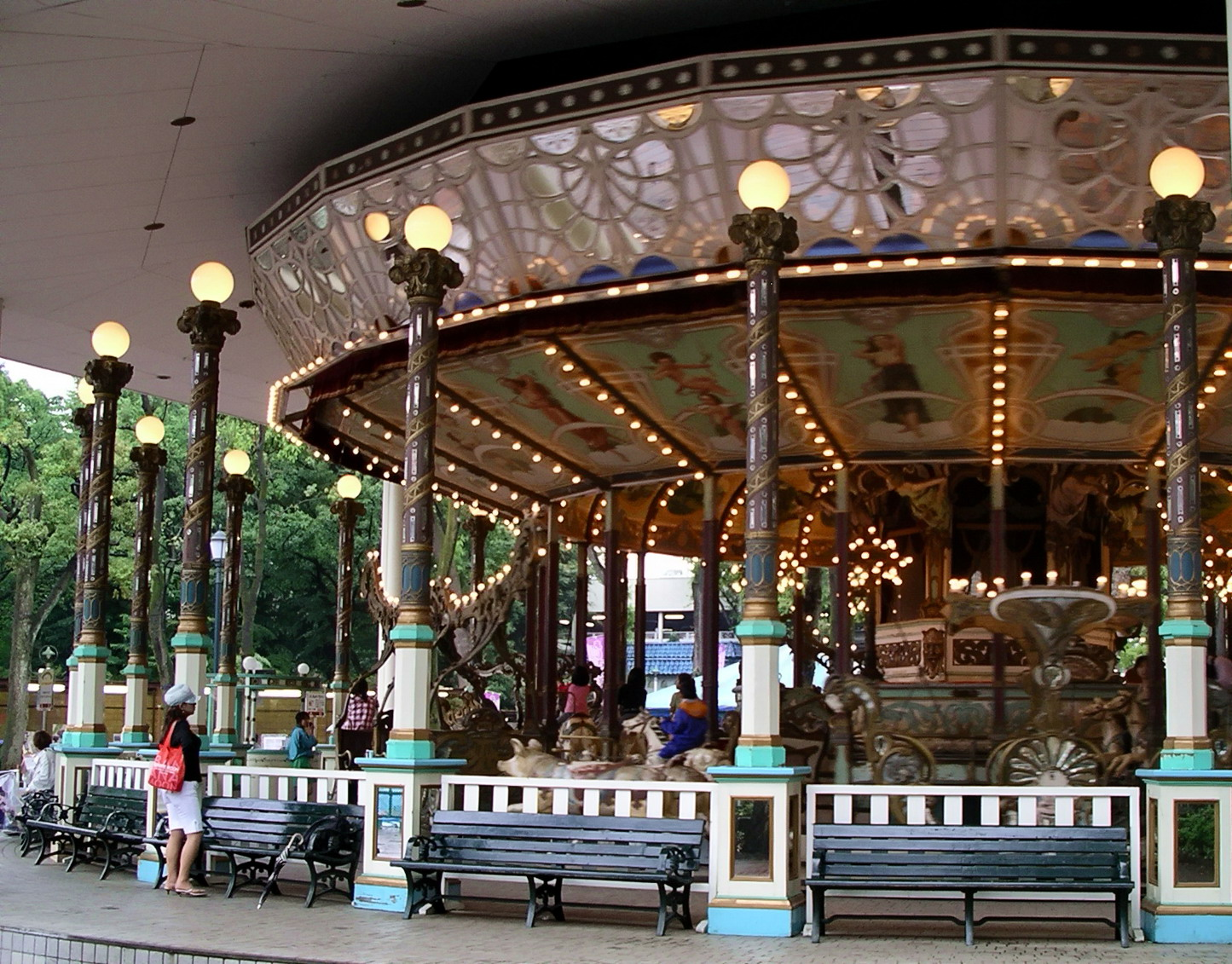
豐島園的旋轉木馬

- UNITED CINEMAS（日语：ユナイテッド・シネマ）豐島園
- T-JOY（日语：ティ・ジョイ）大泉

### 名產
- 高麗菜
- 練馬大根（日语：練馬大根）
- 蘿蔔乾等漬物
- 練馬大根為主題的點心
- 東京手描友禪
- 練馬音頭

#### 主要商業設施
- 稻毛屋（日语：いなげや）練馬上石神井南店
- 稻毛練馬南大泉店
- ina21練馬中村南店
- ina21練馬東大泉店
- 大泉學園Yumeria Fuente（ゆめりあフェンテ）
- OZEKI（日语：オオゼキ）練馬店
- Queen's伊勢丹（日语：クイーンズ伊勢丹）石神井公園店
- 小島電器（日语：コジマ）NEW豊玉
- Jason (連鎖店)（日语：ジェーソン）練馬春日町店
- Jason練馬石神井台店
- Jason練馬高松店
- Jason練馬中村橋店
- Jason練馬西大泉店
- Jason練馬氷川台店
- Super Value（日语：スーパーバリュー）練馬大泉店
- 西友練馬店
- 西友中村橋店
- 西友石神井公園店
- 西友上石神井店
- 西友關町店
- Daikuma（日语：ダイクマ）平和台店
- 大丸Peacock（日语：イオンマーケット）高野台店
- 東武Store（日语：東武ストア）Fuente練馬店
- 唐吉訶德練馬店
- 練馬中村橋東急Store（日语：東急ストア）
- PC DEPOT（日语：ピーシーデポコーポレーション）平和台店
- 光丘IMA（日语：光が丘IMA）（LIVIN（日语：リヴィン）光丘店、大榮（日语：ダイエー）練馬店、專門店街、大創）
- 丸悅（日语：マルエツ）南大泉店
- 丸悅大泉學園店
- 丸悅練馬高松店
- 丸悅田柄店
- 山田電機Tecc Land練馬本店
- 山田電機Tecc Land大泉學園店
- 山田電機Tecc Land平和台站前店
- YorkMart（日语：ヨークマート）石神井店
- LIFE（日语：ライフコーポレーション）石神井公園店
- LIFE石神井台店
- LIFE西大泉店
- LIFE EXTRA大泉學園站前店
- LIFE平和台店
- LIFE土支田店
- LIVIN OZ大泉店

### 主要事業所
東証1部
- 太陽油墨（太陽インキ製造）
- 田村製作所（日语：タムラ製作所）
- 日本高純度化學

東証2部
- SEKONIC（日语：セコニック）

JASDAQ
- 光波
- 鈴茂器工（日语：鈴茂器工）
- 東映動畫
- 平賀
- Broccoli
- 三笠製藥（日语：三笠製薬）

未上市
- 蟲製作公司
- KI Fresh Access（ケーアイ・フレッシュアクセス）
- 櫻井音樂工房（日语：櫻井音楽工房）
- 品川電線
- 勝鬨製粉（かちどき製粉）
- AKAO Aluminum（アカオアルミ）
- NAMCO（ナムコ） - 自動販賣機食品服務業。
- dwarf（ドワーフ） - NHK吉祥物｢Domo君｣與「可瑪貓（日语：こまねこ）」等定格動畫。

## 區政

### 區長
- 區長：前川燿男（日语：前川燿男）（第一任）
- 任期：2014年（平成26年）4月20日 － 2018年（平成30年）4月19日[7]

### 石神井廳舍
為服務區西部（石神井、大泉地區）居民，練馬區於石神井公園站附近設立石神井廳舍（しゃくじいちょうしゃ），提供戶籍申報、住民票發行、繳稅證明書發行等服務。

### 區民中心
區民中心是包含區役所出張所與區民會館等功能的複合設施。
- 中村橋區民中心
- 關區民中心
- 光丘民區民中心

### 區民事務所、出張所
練馬區派出機關。提供住民異動申請、證明書發行、福利申請等。

#### 區民事務所
- 練馬區民事務所
- 光丘區民事務所
- 石神井區民事務所
- 大泉區民事務所

#### 出張所
- 櫻台出張所
- 第二出張所
- 第三出張所
- 第四出張所
- 第五出張所
- 第六出張所
- 第七出張所
- 第八出張所
- 谷原出張所
- 關出張所
- 上石神井出張所
- 大泉西出張所
- 大泉北出張所

### 友好都市

#### 國內
- 長野縣上田市（舊武石村時代簽訂友好都市）

#### 海外
- 伊普斯威奇 (昆士蘭州)（澳洲）
- 北京市海淀區（中華人民共和國）

## 立法

### 區議會
- 席次：50名
- 任期：2015年（平成23年）5月30日 － 2019年（平成27年）5月29日[7]
- 議長：柏崎強（かしわざき つよし，練馬區議會自由民主黨）
- 副議長：內田啓典（うちだ ひろのり，練馬區議會公明黨）

| 黨派                           | 席次 |
| ------------------------------ | ---- |
| 練馬區議會自由民主黨           | 18   |
| 練馬區議會公明黨               | 12   |
| 日本共產黨練馬區議團           | 6    |
| 練馬區議會民主黨、無所屬俱樂部 | 5    |
| 生活者網路                     | 3    |
| 市民之聲練馬                   | 2    |
| 維新黨練馬區議會               | 1    |
| 練馬區議會無所屬               | 1    |
| Ombudsman練馬                  | 1    |
| 市民福祉論壇                   | 1    |
| 計                             | 50   |

### 都議會
- 席次：6名
- 選舉區：練馬區選舉區
- 任期：2013年（平成25年）7月23日 － 2017年（平成29年）7月22日[7]（參照「2013年東京都議會議員選舉」）

| 姓名     | 黨派                       | 當選次數 |
| -------- | -------------------------- | -------- |
| 小林健二 | 都議會公明黨               | 2        |
| 柴崎幹男 | 東京都議會自由民主黨       | 1        |
| 山加朱美 | 東京都議會自由民主黨       | 4        |
| 松村友昭 | 日本共產黨東京都議會議員團 | 5        |
| 高橋和實 | 東京都議會自由民主黨       | 4        |
| 淺野克彥 | 都議會民主黨               | 2        |

### 眾議院
- 任期 ： 2014年（平成26年）12月14日 － 2018年（平成30年）12月13日（「參照第47屆日本眾議院議員總選舉」）

| 選舉區                                 | 姓名       | 黨派       | 當選次數 | 備註     |
| -------------------------------------- | ---------- | ---------- | -------- | -------- |
| 東京都第9區（練馬區部分地區）          | 菅原一秀   | 自由民主黨 | 5        | 選舉區   |
| 東京都第9區（練馬區部分地區）          | 木內孝胤   | 維新黨     | 2        | 比例復活 |
| 東京都第10區（豐島區、練馬區部分地區） | 小池百合子 | 自由民主黨 | 8        | 選舉區   |

## 國、都設施
- 陸上自衛隊東部方面隊
  - 東部方面總監部（朝霞駐屯地）
  - 第1師團司令部（練馬駐屯地）
- 東京少年鑑別所（日语：少年鑑別所）
- 厚生勞動省上石神井廳舍
- 獨立行政法人勞動政策研究、研修機構（日语：労働政策研究・研修機構）
- 關東運輸局東京運輸支局練馬自動車檢査登錄事務所
- 東京消防廳第十方面本部
  - 練馬消防署（日语：練馬消防署）
    - 平和台出張所
    - 貫井出張所

  - 光丘消防署
    - 北町出張所

  - 石神井消防署
    - 關町出張所
    - 大泉出張所
    - 大泉學園出張所
    - 石神井公園出張所
- 練馬警察署（日语：練馬警察署）
- 光丘警察署（日语：光が丘警察署）
- 石神井警察署（日语：石神井警察署）

## 醫療
- 順天堂大學醫療部附屬練馬醫院（日语：順天堂大学医学部附属練馬病院）
- 地域醫療振興協會練馬光丘醫院（日语：地域医療振興協会練馬光が丘病院）
- 練馬總合醫院（日语：練馬総合醫院）
- 大泉生協醫院
- 北町醫院
- 小山醫院
- 練馬休日急患診療所
- 練馬區夜間救急兒童診所
- 石神井休日急患診療所

## 交通

### 鐵路
西武鐵道
- 池袋線：江古田站 - 櫻台站 - 練馬站 - 中村橋站 - 富士見台站 - 練馬高野台站 - 石神井公園站 - 大泉學園站
- 西武有樂町線：小竹向原站 - 新櫻台站 - 練馬站
- 豐島線：練馬站 - 豐島園站
- 新宿線：上石神井站 - 武藏關站

東京地下鐵
- 有樂町線：小竹向原站 - 冰川台站 - 平和台站 - 地下鐵赤塚站
- 副都心線：小竹向原站 - 冰川台站 - 平和台站 - 地下鐵赤塚站

東京都交通局（都營地下鐵）
- 大江戶線：新江古田站 - 練馬站 - 豐島園站 - 練馬春日町站 - 光丘站

練馬區與世田谷區是東京23區中唯二沒有JR通過的區。
小竹向原站、地下鐵赤塚站站體有部分屬板橋區，但地址屬練馬區。此外，東上本線東武練馬站位在板橋區區界上，屬板橋區。

### 道路
- 關越自動車道
  - 練馬IC
- 東京外環自動車道
  - 大泉IC - 大泉JCT
- 國道17號（新大宮繞道）
- 國道254號（川越街道）
- 環七通
- 環八通（日语：東京都道311号環状八号線）
- 笹目通（日语：笹目通り）
- 目白通（日语：東京都道・埼玉県道24号練馬所沢線）
- 富士街道
- 舊早稻田通
- 千川通（日语：東京都道439号椎名町上石神井線）
- 青梅街道
- 新青梅街道（日语：東京都道245号杉並田無線）

### 一般路線巴士營業所
- 西武巴士
  - 練馬營業所（日语：西武バス練馬営業所）
  - 上石神井營業所（日语：西武バス上石神井営業所）
  - 高野台營業所（日语：西武バス高野台営業所）
  - 新座營業所（日语：西武バス新座営業所）
- 東京都交通局
  - 北自動車營業所練馬支所（日语：都営バス練馬支所）

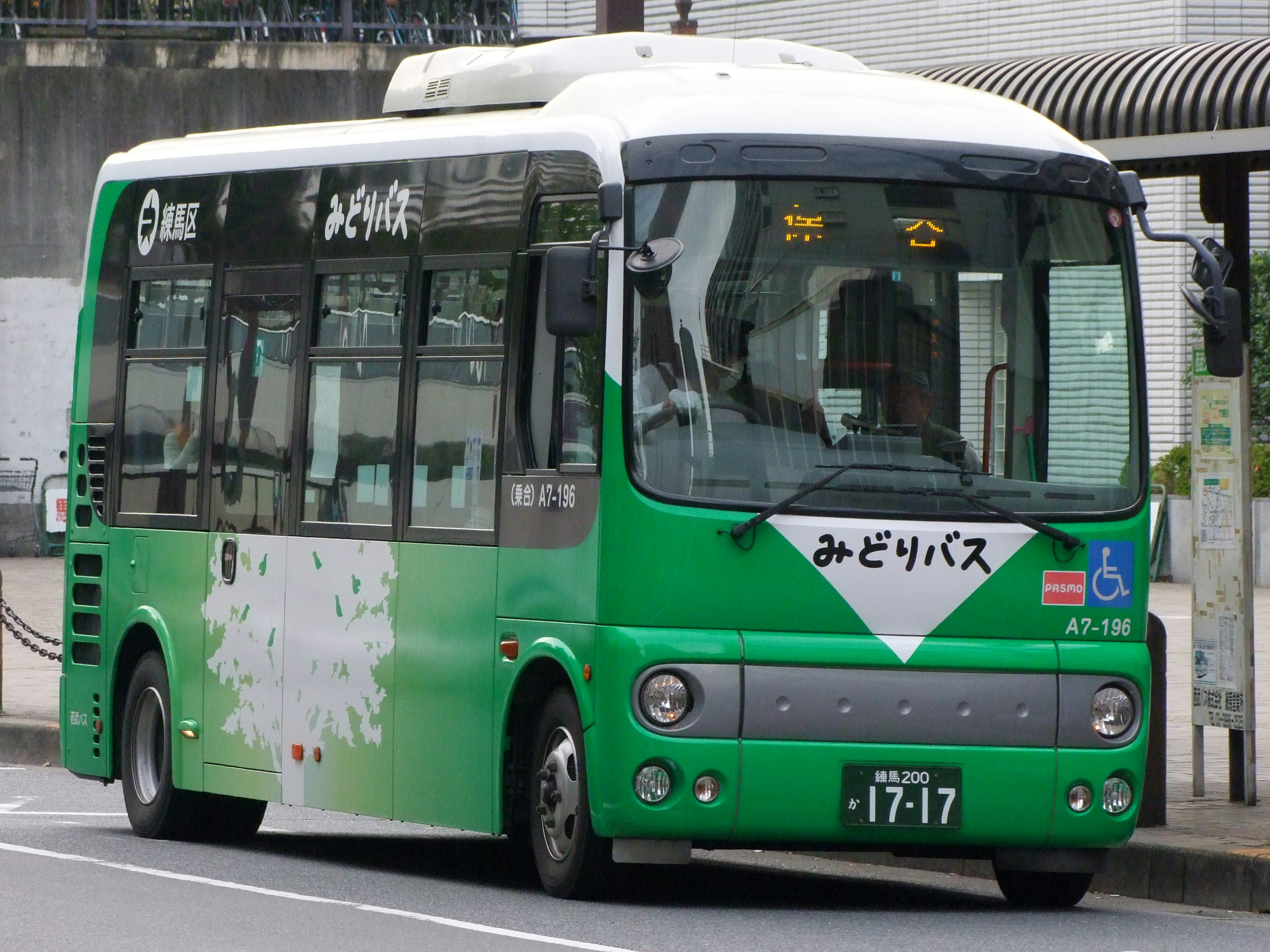
綠巴士

  - 小瀧橋自動車營業所杉並支所（日语：都営バス杉並支所）
- 國際興業巴士（日语：国際興業バス）
  - 練馬營業所（日语：国際興業バス練馬営業所）
  - 赤羽營業所（日语：国際興業バス赤羽営業所）
  - 池袋營業所（日语：国際興業バス池袋営業所）
- 關東巴士
  - 青梅街道營業所（日语：関東バス青梅街道営業所）
  - 丸山営業所（日语：関東バス丸山営業所）
  - 阿佐谷営業所（日语：関東バス阿佐谷営業所）
  - 五日市街道営業所（日语：関東バス五日市街道営業所）
- 京王巴士
  - 中野營業所（日语：京王バス東・中野営業所）

### 社區巴士
- 練馬區Shuttle Bus
- 練馬區巴士交通實驗
- 練馬區福祉社區巴士

另外還可利用西東京市營運的花巴士。

## 教育

### 大學
- 日本大學藝術學部
- 武藏大學
- 武藏野音樂大學
- 上智大學神學部

### 高等學校
都立
- 大泉高等學校、附屬中學校（日语：東京都立大泉高等学校・附属中学校）
- 石神井高等學校（日语：東京都立石神井高等学校）
- 井草高等學校（日语：東京都立井草高等学校）
- 大泉櫻高等學校（日语：東京都立大泉桜高等学校）
- 田柄高等學校（日语：東京都立田柄高等学校）
- 練馬高等學校（日语：東京都立練馬高等学校）
- 光丘高等學校（日语：東京都立光丘高等学校）
- 練馬工業高等學校（日语：東京都立練馬工業高等学校）
- 第四商業高等學校（日语：東京都立第四商業高等学校）

私立
- 武藏中學校、高等學校（日语：武蔵中学校・高等学校）
- 早稻田大學高等學院、中學部（日语：早稲田大学高等学院・中学部）
- 富士見中學高等學校（日语：富士見中学高等学校）
- 東京女子學院中學校、高等學校（日语：東京女子学院中学校・高等学校）

國立
- 東京學藝大學附屬大泉小學校（日语：東京学芸大学附属大泉小学校）、國際中等教育學校（日语：東京学芸大学附属国際中等教育学校）

### 中學校
區立
- 旭丘中學校（日语：練馬区立旭丘中学校）
- 大泉中學校（日语：練馬区立大泉中学校）
- 大泉第二中學校
- 大泉西中學校
- 大泉北中學校
- 大泉學園中學校
- 開進第一中學校
- 開進第二中學校（日语：練馬区立開進第二中学校）
- 開進第三中學校（日语：練馬区立開進第三中学校）
- 開進第四中學校（日语：練馬区立開進第四中学校）
- 北町中學校
- 上石神井中學校（日语：練馬区立上石神井中学校）
- 石神井中學校（日语：練馬区立石神井中学校）
- 石神井西中學校（日语：練馬区立石神井西中学校）
- 石神井東中學校
- 石神井南中學校
- 關中學校（日语：練馬区立関中学校）
- 田柄中學校（日语：練馬区立田柄中学校）
- 豐玉中學校
- 豐玉第二中學校（日语：練馬区立豊玉第二中学校）
- 中村中學校（日语：練馬区立中村中学校）
- 貫井中學校（日语：練馬区立貫井中学校）
- 練馬中學校
- 練馬東中學校（日语：練馬区立練馬東中学校）
- 光丘第一中學校（日语：練馬区立光が丘第一中学校）
- 光丘第二中學校（日语：練馬区立光が丘第二中学校）
- 光丘第三中學校（日语：練馬区立光が丘第三中学校）
- 光丘第四中學校（日语：練馬区立光が丘第四中学校）
- 豐溪中學校（日语：練馬区立豊渓中学校）
- 南丘中學校
- 三原台中學校
- 八坂中學校
- 谷原中學校

都立、私立、國立
高校合設項目請參照高校。

### 小學校
區立
- 旭丘小學校
- 旭町小學校（日语：練馬区立旭町小学校）
- 大泉小學校（日语：練馬区立大泉小学校）
- 大泉第一小學校（日语：練馬区立大泉第一小学校）
- 大泉第二小學校
- 大泉第三小學校
- 大泉第四小學校
- 大泉第六小學校
- 大泉北小學校
- 大泉西小學校
- 大泉東小學校
- 大泉南小學校
- 大泉學園小學校
- 大泉學園綠小學校
- 開進第一小學校（日语：練馬区立開進第一小学校）
- 開進第二小學校
- 開進第三小學校（日语：練馬区立開進第三小学校）
- 開進第四小學校（日语：練馬区立開進第四小学校）
- 春日小學校
- 北原小學校
- 北町小學校
- 北町西小學校
- 向山小學校
- 光和小學校（日语：練馬区立光和小学校）
- 小竹小學校（日语：練馬区立小竹小学校）
- 上石神井小學校
- 上石神井北小學校
- 下石神井小學校
- 石神井小學校（日语：練馬区立石神井小学校）
- 石神井東小學校（日语：練馬区立石神井東小学校）
- 石神井西小學校（日语：練馬区立石神井西小学校）
- 石神井台小學校（日语：練馬区立石神井台小学校）
- 關町小學校
- 關町北小學校
- 泉新小學校（日语：練馬区立泉新小学校）
- 高松小學校
- 田柄小學校
- 田柄第二小學校
- 立野小學校
- 豐玉小學校
- 豐玉第二小學校
- 豐玉東小學校
- 豐玉南小學校
- 仲町小學校
- 中村小學校
- 中村西小學校
- 練馬小學校
- 練馬第二小學校
- 練馬第三小學校（日语：練馬区立練馬第三小学校）
- 練馬東小學校
- 橋戶小學校
- 早宮小學校
- 光丘四季之香小學校
- 光丘春之風小學校（日语：練馬区立光が丘春の風小学校）
- 光丘夏之雲小學校
- 光丘秋之陽小學校
- 光丘第八小學校
- 富士見台小學校
- 豐溪小學校
- 南丘小學校
- 南田中小學校
- 南町小學校
- 八坂小學校
- 谷原小學校

私立
- 東京三育小學校（日语：東京三育小学校）

國立
中學校合設項目請參照中學校。

### 小中一貫教育校
- 練馬區立小中一貫教育校 大泉桜櫻學園

### 特別支援學校
- 東京都立大泉特別支援學校（日语：東京都立大泉特別支援学校）
- 東京都立石神井特別支援學校

### 國際學校
- Aoba - Japan International School（日语：アオバ・ジャパン・インターナショナルスクール）光丘校區

## 基督教會、神學校
- 聖書基督教會（日语：聖書キリスト教会）
- 東京神學校
- 日本天主教神學院（日语：日本カトリック神学院）東京校區

## 相關人士
以下列舉本區出身、居民、或曾居住過的相關人士

### 漫画家
- 手塚治虫
- 石之森章太郎
- 安彦良和
- 安達充
- 弘兼憲史
- 石川賢
- 結城正美
- 村上紀香
- 畑健二郎
- 和月伸宏
- 大和田秀樹
- 竹宮惠子
- 萩尾望都
- 高橋留美子
- 柴門文
- 大島永遠
- 黑丸

非常多漫畫家曾居住在練馬區。此外，女性版常盤莊『大泉沙龍』也在本區。

### 學者、文化人
- 牧野富太郎 - 植物學者。
- 岩崎知弘 - 畫家、繪本作家。
- 筑紫哲也 - 主播、新聞工作者。
- 田原總一郎 - 新聞工作者、評論家、主播。

### 藝能
- 江原真二郎
- 尾崎豐 - 春日町出身
- 櫻井和壽（Mr.Children） - 貫井出身
- 土田晃之
- 鶴野剛士 - 福岡縣北九州市門司區出生
- 增田貴久（NEWS、手越增田） - 光丘出身
- 若葉龍也
- 玉森裕太 （Kis-My-Ft2）
- 山下達郎 - 豐島區出生
- 大原麗子
- 桃井薰 - 北町自衛隊官舍出身
- 玉川砂記子 - 中村出身
- 若村麻由美
- 小林綾子
- 宮澤理惠
- 上戶彩 - 光丘出身
- 觀月亞里莎
- 澤尻英龍華
- 岩佐真悠子 - 石神井出身
- 伊藤步
- 橋本麗香
- 岩﨑名美

### 政治家
- 松本善明 - 政治家

### 播音員
- 松平定知 - 自由播音員（日语：フリーアナウンサー）（前NHK）

### 動畫及漫畫人物
- 哆啦a夢
- 野比大雄

## 備註
1. ↑  練馬よ、なぜ暑い…　都市化・ヒートアイランド現象影響 朝日新聞 2010年8月31日
2. ↑  過去、成増飛行場建設時点に田柄川と呼ばれる川筋があり暗渠となっていた。　集中豪雨の結果、付近に水が溢れた。　その後、太い埋設管を設置する工事が行われている。
3. ↑  昭和28年2月21日、総理府告示第251号
4. ↑  昭和32年7月20日、総理府告示第341号
5. ↑  昭和36年7月1日、自治省告示第213号
6. ↑  東京運輸支局管轄区域  （页面存档备份，存于） - 関東運輸局 東京運輸支局
7. 1 2 3  東京都選挙管理委員会 | 都内選挙スケジュール | 任期満了日(定数)一覧 的存檔，存档日期2015-11-19.